# Supercup (Handballturnier) 1999
Der Supercup 1999 war die elfte Austragung des Supercups im Handball der Männer. Das Turnier mit sechs teilnehmenden Nationalmannschaften fand vom 21. Oktober bis 24. Oktober in Deutschland statt. Das Finale wurde in der Max-Schmeling-Halle in Berlin ausgetragen.

## Vorrunde

### Gruppe A
| Pl. | Land        | Sp. | S | U | N | Tore    | Diff. | Punkte |
| --- | ----------- | --- | - | - | - | ------- | ----- | ------ |
| 1.  | Kroatien    | 2   | 1 | 1 | 0 | 052:490 | +3    | 3      |
| 2.  | Schweden    | 2   | 1 | 0 | 1 | 049:490 | ±0    | 2      |
| 3.  | Deutschland | 2   | 0 | 1 | 1 | 045:480 | −3    | 1      |

| 21. Oktober 1999 | Kroatien                       | 28:25   | Schweden                                              | Frankfurt (Oder) Schiedsrichter: Bülow, Lübker |
| 21. Oktober 1999 | meiste Tore: Zoran Mikulić (9) | (13:15) | meiste Tore: Magnus Wislander, Mathias Franzén (je 6) | Frankfurt (Oder) Schiedsrichter: Bülow, Lübker |
| 21. Oktober 1999 | Spielbericht                   |         |                                                       | Frankfurt (Oder) Schiedsrichter: Bülow, Lübker |

| 22. Oktober 1999 | Deutschland                  | 24:24   | Kroatien                      | Max-Schmeling-Halle, Berlin Zuschauer: 3.000 |
| 22. Oktober 1999 | meiste Tore: Markus Baur (7) | (13:12) | meiste Tore: Tonči Valčić (7) | Max-Schmeling-Halle, Berlin Zuschauer: 3.000 |
| 22. Oktober 1999 | Spielbericht                 |         |                               | Max-Schmeling-Halle, Berlin Zuschauer: 3.000 |

| 23. Oktober 1999 | Schweden                          | 24:21   | Deutschland                  | Max-Schmeling-Halle, Berlin Zuschauer: 3.500 Schiedsrichter: Klucso, Lekrinszki |
| 23. Oktober 1999 | meiste Tore: Magnus Wislander (8) | (12:11) | meiste Tore: Markus Baur (7) | Max-Schmeling-Halle, Berlin Zuschauer: 3.500 Schiedsrichter: Klucso, Lekrinszki |
| 23. Oktober 1999 | Spielbericht                      |         |                              | Max-Schmeling-Halle, Berlin Zuschauer: 3.500 Schiedsrichter: Klucso, Lekrinszki |

### Gruppe B
| Pl. | Land       | Sp. | S | U | N | Tore    | Diff. | Punkte |
| --- | ---------- | --- | - | - | - | ------- | ----- | ------ |
| 1.  | Russland   | 2   | 2 | 0 | 0 | 054:460 | +8    | 4      |
| 2.  | Dänemark   | 2   | 1 | 0 | 1 | 051:540 | −3    | 2      |
| 3.  | Frankreich | 2   | 0 | 0 | 2 | 047:520 | −5    | 0      |

| 21. Oktober 1999 | Dänemark                                    | 27:25   | Frankreich                       | Frankfurt (Oder) Zuschauer: 1.000 |
| 21. Oktober 1999 | meiste Tore: Lars Krogh Jeppesen (6)        | (12:12) | meiste Tore: Guéric Kervadec (6) | Frankfurt (Oder) Zuschauer: 1.000 |
| 21. Oktober 1999 | Torschützen Dänemark Torschützen Frankreich |         |                                  | Frankfurt (Oder) Zuschauer: 1.000 |

| 22. Oktober 1999 | Russland               | 25:22   | Frankreich                                                  | Max-Schmeling-Halle, Berlin |
| 22. Oktober 1999 |                        | (10:12) | meiste Tore: Fernandez, Richardson, B. Gille, Burdet (je 3) | Max-Schmeling-Halle, Berlin |
| 22. Oktober 1999 | Torschützen Frankreich |         |                                                             | Max-Schmeling-Halle, Berlin |

| 23. Oktober 1999 | Russland             | 29:24   | Dänemark                           | Max-Schmeling-Halle, Berlin Zuschauer: 3.500 |
| 23. Oktober 1999 |                      | (18:11) | meiste Tore: Lars Christiansen (8) | Max-Schmeling-Halle, Berlin Zuschauer: 3.500 |
| 23. Oktober 1999 | Torschützen Dänemark |         |                                    | Max-Schmeling-Halle, Berlin Zuschauer: 3.500 |

## Finalspiele

### Spiel um Platz 5
| 24. Oktober 1999 | Deutschland                       | 20:12  | Frankreich                       | Max-Schmeling-Halle, Berlin Zuschauer: 4.300 Schiedsrichter: Klucso, Lekrinszki |
| 24. Oktober 1999 | meiste Tore: Florian Kehrmann (6) | (10:7) | meiste Tore: Guillaume Gille (4) | Max-Schmeling-Halle, Berlin Zuschauer: 4.300 Schiedsrichter: Klucso, Lekrinszki |
| 24. Oktober 1999 | Spielbericht                      |        |                                  | Max-Schmeling-Halle, Berlin Zuschauer: 4.300 Schiedsrichter: Klucso, Lekrinszki |

### Spiel um Platz 3
| 24. Oktober 1999 | Schweden                                            | 27:23  | Dänemark                             | Max-Schmeling-Halle, Berlin Zuschauer: 4.300 Schiedsrichter: Gallego, Lamas |
| 24. Oktober 1999 | meiste Tore: Johan Petersson, Stefan Lövgren (je 6) | (13:9) | meiste Tore: Lars Krogh Jeppesen (6) | Max-Schmeling-Halle, Berlin Zuschauer: 4.300 Schiedsrichter: Gallego, Lamas |
| 24. Oktober 1999 | Spielbericht                                        |        |                                      | Max-Schmeling-Halle, Berlin Zuschauer: 4.300 Schiedsrichter: Gallego, Lamas |

### Finale
| 24. Oktober 1999 | Russland | 27:26   | Kroatien                        | Max-Schmeling-Halle, Berlin Zuschauer: 4.300 Schiedsrichter: Bülow, Lübker |
| 24. Oktober 1999 |          | (15:12) | meiste Tore: Zoran Mikulić (12) | Max-Schmeling-Halle, Berlin Zuschauer: 4.300 Schiedsrichter: Bülow, Lübker |
| 24. Oktober 1999 |          |         |                                 | Max-Schmeling-Halle, Berlin Zuschauer: 4.300 Schiedsrichter: Bülow, Lübker |

## Abschlussplatzierungen
(Kader teilweise unvollständig)
| Platz | Nation      | Spieler | Trainer           |
| ----- | ----------- | --- | ----------------- |
| 1.    | Russland    | Andrei Lawrow, Dmitri Filippow, Stanislaw Kulintschenko, Dmitri Kuselew, Sergei Pogorelow, Lew Woronin, Oleg Chodkow, Denis Kriwoschlykow, Wjatscheslaw Gorpischin, Wassili Kudinow, Waleri Gopin | Wladimir Maximow  |
| 2.    | Kroatien    | Mario Kelentrić, Vladimir Jelčić, Božidar Jović, Alvaro Načinović, Tomislav Farkaš, Nenad Kljaić, Ratko Tomljanović, Mirza Džomba, Venio Losert, Tonči Valčić, Slavko Goluža, Valter Matošević, Vedran Zrnić, Denis Špoljarić, Zoran Mikulić, Vlado Šola                                                                        | Zdravko Zovko     |
| 3.    | Schweden    | Jan Stankiewicz, Martin Boquist, Magnus Wislander, Robert Andersson, Robert Arrhenius, Martin Frändesjö, Johan Petersson, Stefan Lövgren, Christian Ericsson, Jonas Ernelind, Mattias Andersson, Magnus Lindén, Magnus Andersson, Mathias Franzén, Jesper Larsson, Henrik Andersson                                             | Bengt Johansson   |
| 4.    | Dänemark    | Morten Bjerre, Lars Krogh Jeppesen, Klavs Bruun Jørgensen, Ian Marko Fog, Lars Troels Jørgensen, Nikolaj Bredahl Jacobsen, Keld Vilhelmsen, Lars Christiansen, Joachim Boldsen, Kristian Gjessing, Michael Bruun Pedersen, Michael V. Knudsen, Jan Paulsen, Peter Nørklit, Søren Stryger, Christian Hjermind, Kristian Asmussen | Leif Mikkelsen    |
| 5.    | Deutschland | Henning Fritz, Mike Bezdicek, Frank von Behren, Jörn Schläger, Stefan Kretzschmar, Klaus-Dieter Petersen, Achim Schürmann, Christian Ramota, Markus Baur, Alexander Mierzwa, Bernd Roos, Jan Holpert, Heiko Karrer, Daniel Stephan, Florian Kehrmann, Edgar Schwank                                                             | Heiner Brand      |
| 6.    | Frankreich  | Christian Gaudin, Thierry Omeyer, Jérôme Fernandez, Didier Dinart, Cédric Burdet, Guillaume Gille, Bertrand Gille, Guéric Kervadec, Grégory Anquetil, Andrej Golić, Olivier Girault, Stéphane Joulin, Jackson Richardson, Joël Abati, Marc Wiltberger                                                                           | Daniel Costantini |

## Torschützenliste
| Platz | Spieler                 | Nation      | Tore |
| ----- | ----------------------- | ----------- | ---- |
| 1.    | Zoran Mikulić           | Kroatien    | 27   |
| 2.    | Stanislaw Kulintschenko | Russland    | 25   |
| 3.    | Tonči Valčić            | Kroatien    | 18   |
| 4.    | Lars Krogh Jeppesen     | Dänemark    | 17   |
| 5.    | Markus Baur             | Deutschland | 15   |
| 5.    | Stefan Lövgren          | Schweden    | 15   |
| 5.    | Dmitri Kuselew          | Russland    | 15   |
| 8.    | Magnus Wislander        | Schweden    | 14   |
| 8.    | Lars Christiansen       | Dänemark    | 14   |
| 10.   | Dmitri Filippow         | Russland    | 13   |